# Drużynowe Mistrzostwa Polski na Żużlu 2007
Drużynowe Mistrzostwa Polski na Żużlu 2007 – 60. edycja drużynowych mistrzostw Polski, organizowanych przez Polski Związek Motorowy (PZM). W sezonie 2007 rozgrywki podzielono na trzy ligi.

## Ekstraliga

### Tabela końcowa
| Miejsce | Klub                          |
| ------- | ----------------------------- |
| 1       | Unia Leszno                   |
| 2       | Unibax Toruń                  |
| 3       | Atlas Wrocław                 |
| 4       | Marma Polskie Folie Rzeszów   |
| 5       | Złomrex Włókniarz Częstochowa |
| 6       | Unia Tarnów                   |
| 7       | ZKŻ Kronopol Zielona Góra     |
| 8       | Polonia Bydgoszcz             |

## DMP I ligi

### Tabela końcowa
| Miejsce | Klub                               |
| ------- | ---------------------------------- |
| 1       | Stal Gorzów Wielkopolski           |
| 2       | KM Intar Lazur Ostrów Wielkopolski |
| 3       | Lotos Gdańsk                       |
| 4       | RKM Rybnik                         |
| 5       | PSŻ Milion Team Poznań             |
| 6       | GTŻ Grudziądz                      |
| 7       | TŻ Sipma Lublin                    |
| 8       | Start Gniezno                      |

## DMP II ligi

### Tabela końcowa
| Miejsce | Klub                   |
| ------- | ---------------------- |
| 1       | Kolejarz Rawicz        |
| 2       | SK Lokomotīve Dyneburg |
| 3       | Orzeł Łódź             |
| 4       | Kolejarz Opole         |
| 5       | Speedway Miszkolc      |
| 6       | KSM Krosno             |
| 7       | Markéta Praga          |

## Baraże
- Baraż o prawo startu w ekstralidze w roku 2008:

Ostrów Wlkp. – Zielona Góra 43–50
Zielona Góra – Ostrów Wlkp. 58–32
- Baraż o prawo startu w 1 lidze w roku 2008:

Dyneburg – Lublin 68–24
Lublin – Dyneburg 53–40